# Chelín somalí
El chelín somalí (en somalí shilin soomaali o, simplemente, shilin) es la unidad monetaria de Somalia. El código ISO 4217 es SOS y se acostumbra a abreviar SoSh. Tradicionalmente se ha subdividido en 100 céntimos (sent), pero ya hace tiempo que no se utiliza la moneda fraccionaria.
Al obtener la independencia, Somalia adoptó el chelín somalí en 1962 en sustitución del chelín de África Oriental en términos paritarios (1=1), moneda que se había introducido el 1921 a la Somalia británica. A la parte que controlaba Italia (Somalia italiana), sustituyó al somalo, introducido en 1950, que tenía el mismo valor que el antiguo chelín del África Oriental. En la región de Somalilandia, autodeclarada independiente en 1991, a partir de 1994 se utiliza una moneda propia, el chelín de Somalilandia.

## Billetes
Emitido por el Banco Central de Somalia (Bankiga Dhexe ee Soomaaliya), circulan billetes de 5, 10, 20, 50, 100, 500 y 1000 chelines. Actualmente no circulan monedas. Debido a la situación de incertidumbre en Somalia, con territorios controlados por varios poderes, aparte del chelín somalí también circulan otras monedas de la región como el chelín keniano, el dólar o el euro.

## Monedas
Las principales características de las monedas en circualción son las siguientes.

| Denominación | Emisión actual | Metal    | Forma    | Diámetro | Borde | Anverso         | Reverso          |
| ------------ | -------------- | -------- | -------- | -------- | ----- | --------------- | ---------------- |
| 5 chelines   | 2002           | Aluminio | Circular |          | Liso  | Escudo y facial | Fauna y año      |
| 10 chelines  | 2002           | Aluminio | Circular |          | Liso  | Escudo y facial | Fauna y año      |
| 25 chelines  | 2002           | Latón    | Circular |          | Liso  | Escudo y facial | Futbolista y año |
| 50 chelines  | 2002           | Acero    | Circular |          | Liso  | Escudo y facial | Fauna y año      |
| 100 chelines | 2002           | Latón    | Circular |          | Liso  | Escudo y facial | Reina de Sheba   |

Debido al escaso valor de las mismas, apenas se ven en circulación.